# Herb Czerwionki-Leszczyn
Herb Czerwionki-Leszczyn – jeden z symboli miasta Czerwionka-Leszczyny i gminy Czerwionka-Leszczyny w postaci herbu.

## Wygląd i symbolika
Herb stanowi Tarcza herbowa dwudzielna w słup. W heraldycznie lewym polu pół orła piastowskiego skierowanego w prawo na tle czerwonego ceglanego muru.  Prawa część tarczy dwudzielna w pas: góra w kolorze zielonym, dół – czarnym. Na niej złoty kłos z długą łodygą na tle młotków górniczych (żelazka i pyrlika (perlika)), skrzyżowanych na kształt litery X.

## Historia
Herb został opracowany przez Sylwestra Musiolika z Palowic i zatwierdzony na sesji Rady Miejskiej w Leszczynach. Herb nie jest zgodny z zasadami tworzenia herbów, zwłaszcza użycie nietypowego ceglanego tła oraz białego orła, zamiast orła górnośląskiego.